# Romería vikinga de Catoira

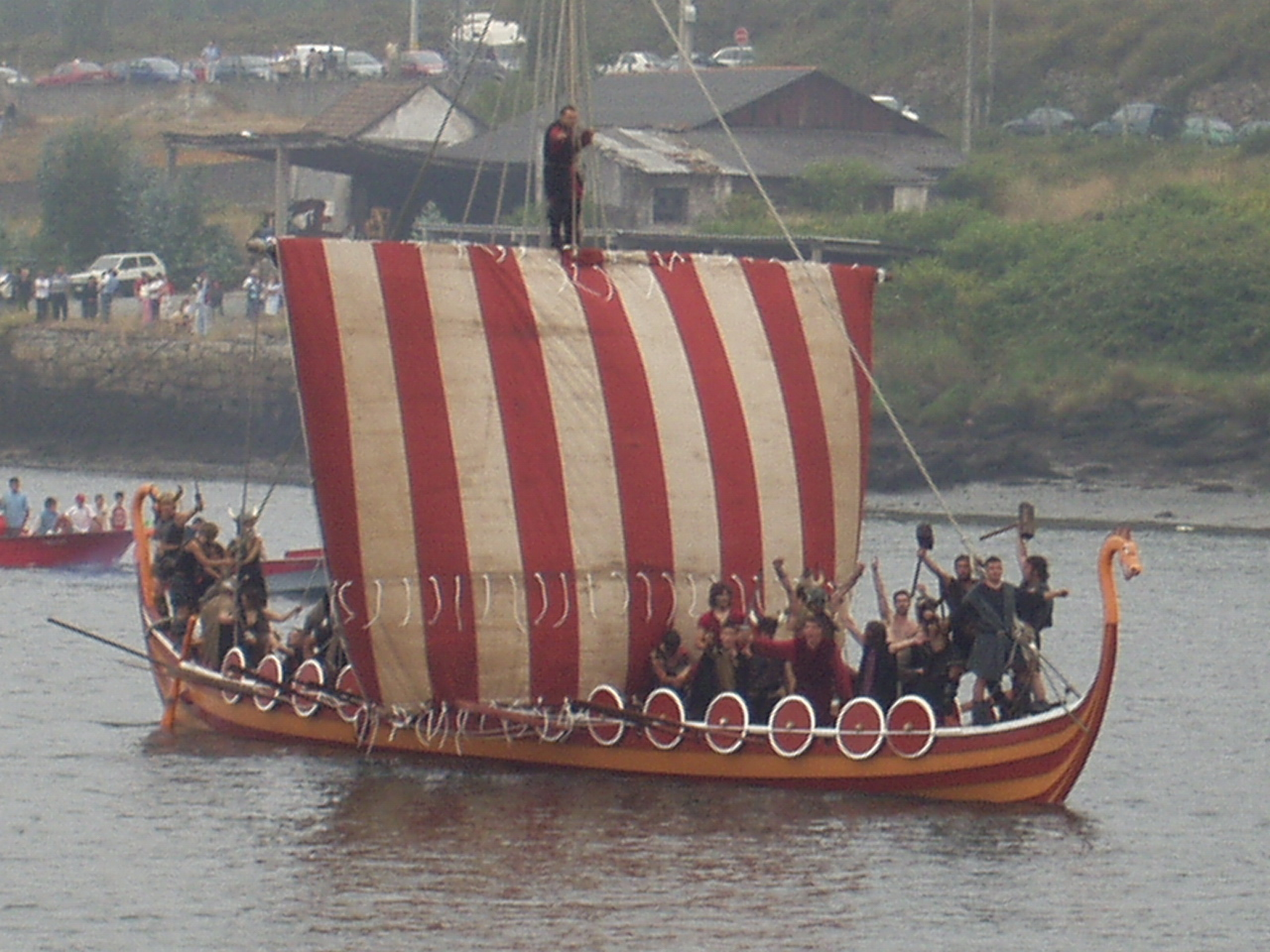
Nave vikinga en la Ría de Arosa

La Romería vikinga de Catoira (oficialmente en gallego, Romaría viquinga de Catoira) es una fiesta profana que se celebra en Catoira, España, en los entornos del castellum honesti, las actuales Torres de Oeste, cada primer domingo de agosto desde 1961, recordando el papel que tuvo Catoira en la defensa de Galicia frente a los ataques normandos en la búsqueda del tesoro de la iglesia compostelana, y donde se escenifican las invasiones vikingas ocurridas en el lugar hace alrededor de mil años.
Los vecinos de Catoira se disfrazan de guerreros vikingos y de campesinos gallegos de la época para representar la lucha. La fiesta comienza a las 10 de la mañana con música popular gallega por las calles de la villa. La fiesta en sí se hace alrededor de los restos de las torres y de la Capilla de Oeste, en la Ría de Arosa junto al río Ulla, donde se instala la feria medieval y se ofrecen mejillones y vino del Ulla. El cénit del evento ocurre con el desembarco. Los vecinos que hacen de normandos arriban por la ría con una réplica de un bote vikingo del siglo XI para tomar las torres. El resto de los vecinos hacen de habitantes de la villa, que intentarán luchar contra el invasor. Los festejos siguen con un almuerzo popular (sardiñada, pulpo, empanada…), con el son de fondo de las gaitas. La fiesta termina con la verbena.

## Marco histórico

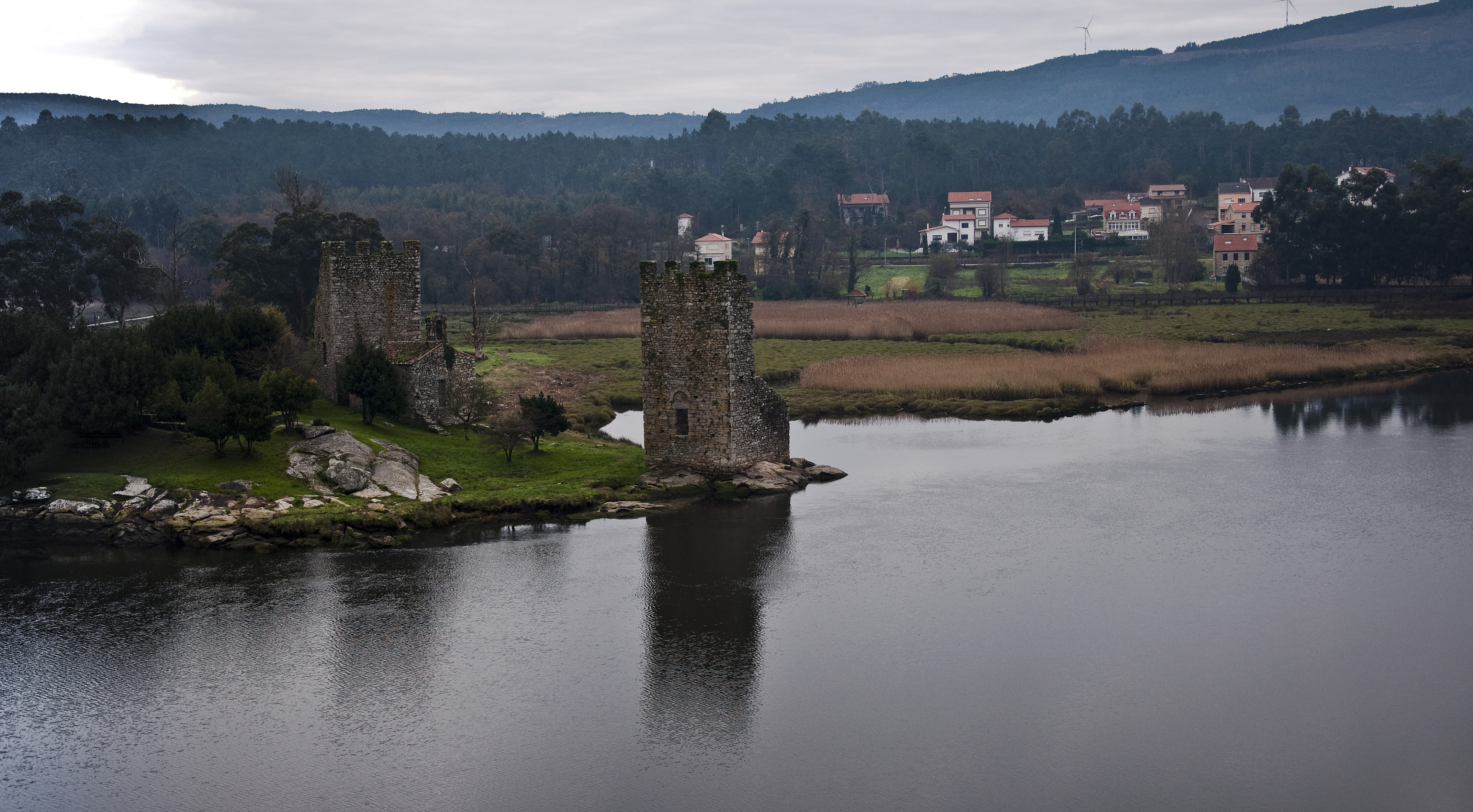
Torres de Oeste.

Catoira fue desde la antigüedad un lugar estratégico, la entrada por el mar hasta Compostela, por lo que ya desde la Edad Media se estableció un importante complejo militar para la defensa del sepulcro del apóstol de los ataques principalmente normandos y sarracenos, por lo que se construyeron diversas torres de defensa en el fondo de la ría, donde desemboca el río Ulla, las llamadas Torres de Oeste. Fue el rey de Asturias, Afonso III, el que mandó erguir en el siglo IX, además de la Catedral de Santiago, la reconstrucción del Castellum Honesti en Catoira. El castillo se convirtió en uno de los más importantes de Europa, y del que se conservan solo, parte de dos de las grandes torres. El edificio siguió creciendo con los trabajos del rey de León, Afonso V, que venció los normandos de Olaf Haraldson.
Después de que en el siglo XII la monarquía donara el Castillo a la mitra compostelana, los obispos Cresconio y Diego Peláez continuaron en la fortificación de la ciudadela para la defensa de Santiago. Además, por lo visto en el castillo, nació Diego Xelmírez, primer arzobispo de Santiago, ya que su padre, el caballero Xelmirio, había sido alcaide de la fortaleza en el siglo XI.
Las torres impidieron durante siglos el ascenso por el Ulla de los ejércitos normandos y sarracenos; el diseño final del siglo XIII era un recinto elíptico con siete torres (quedan actualmente en pie, solo dos del siglo XI; las ruinas de otras dos son del siglo XII, siendo de época romana los restos de otras que se orientan hacia el interior). En medio existía una gran torre central.
En la Alta Edad Media llegan a Jakobsland (nombre que ellos le daban a Galicia) los primeros grupos de piratas normandos atraídos por las noticias sobre las riquezas capitalinas compostelana. Los vikingos saquean y queman villas en toda la costa, y entran por la Ría de Arosa consiguiendo en 850, Iria Flavia, provocando la huida del obispo y del cabildo hacia Compostela. En 859 y 968 se hizo, sin embargo, una buena defensa gallega desde el Castellum Honesti (Torres de Oeste), consiguiendo detener el ataque escandinavo e impidiendo que estos consiguieran Compostela.
Después de que el Reino de Galicia perdiera su poder legislativo, pasando a depender de la Corona de Castilla y, especialmente, a partir del reinado de los Reyes Católicos, Catoira entra en un período de progresiva decadencia. Las torres servirán de cantera para las villas de la zona.

## La fiesta

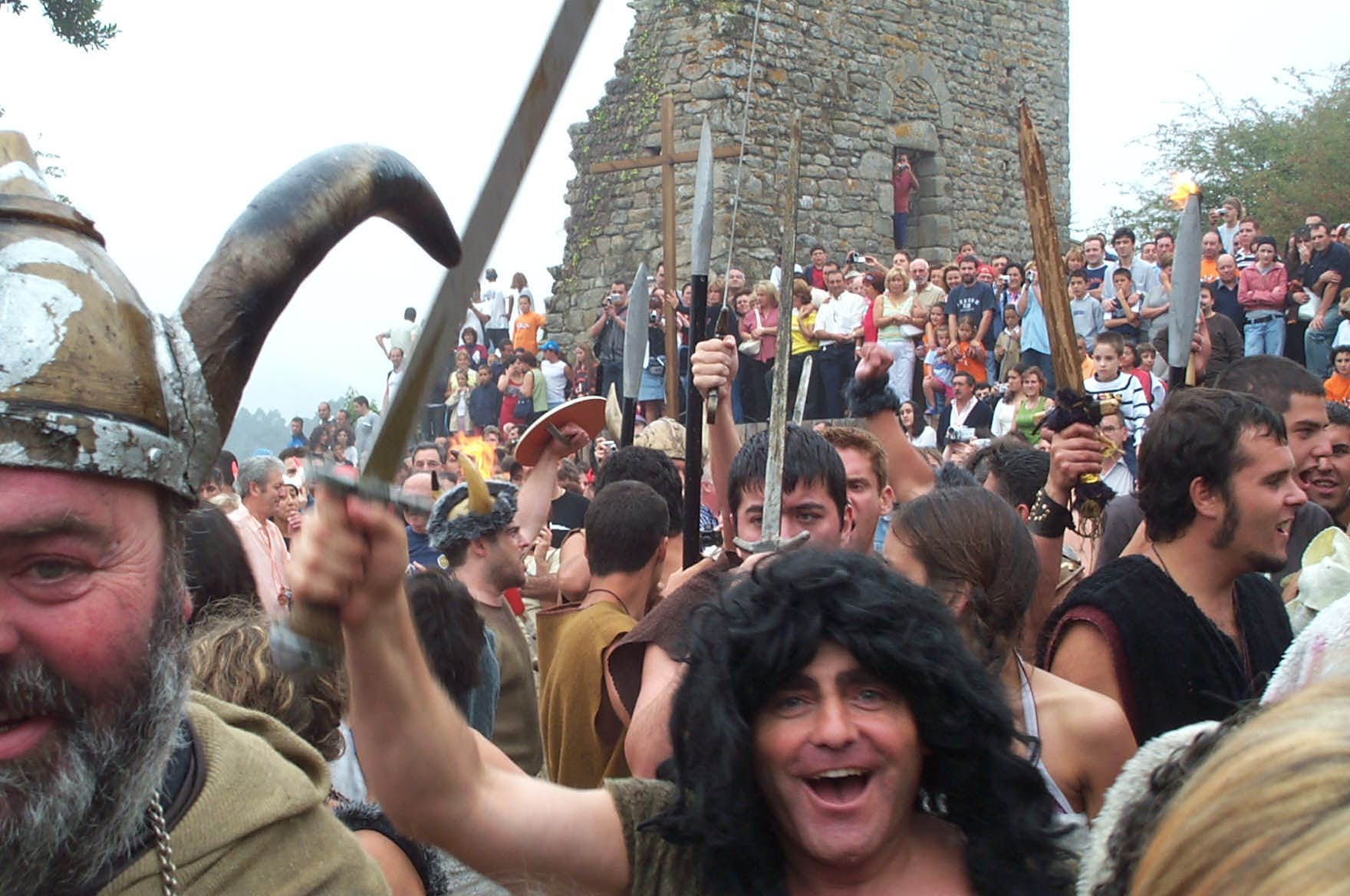
Vecinos disfrazados en la romería con una de las Torres de Oeste en el fondo.

La fiesta comenzó a celebrarse en 1961. La primera etapa fue la del Ateneo de Ullán entre 1961 y 1964. Todo comenzó en 1959, cuando el poeta y cura de Isorna, Faustino Rey Romero y el poeta catoirense, Baldomero Isorna Casal, fundaron el Ateneo de Ullán, un foro artístico y literario formado por intelectuales de las tierras del Ulla. Este grupo de intelectuales son los que decidieron en 1960, en una de sus tertulias, que estaría bien celebrar a manera de fiesta el desembarco del rey Ulfo. La primera Romería Vikinga tuvo lugar el 29 de julio de 1961, con una misa en la Capilla de Santiago de las Torres de Oeste, en la memoria de Diego Gelmírez y demás defensores de la fortaleza. Además, Pedro Montañés, coronado con ramas de árboles, representaba el temible vikingo Ulfo y saltaba a la tierra desde su dorna para ir al encuentro del obispo Cresconio, representado por el rey Romero que, con solemnes palabras, dominaba al invasor, haciéndole arrodillarse sumisamente ante el representante de la cristiandad. Después tenía lugar un almuerzo campestre con el son de una banda de gaiteros, además de un acto literario en el que participaban escritores de la comarca y en el que se basa el actual pregón de las fiestas. Por la noche, en las almenas de las torres, se encendían cacharelas para recordar la manera en el que antaño se anunciaba la arribada de piratas en la ría.
La segunda etapa comienza en 1965 y dura hasta 1990, es el período de consolidación de la romería, de esta vuelta patrocinada por la empresa local de Cerámica Domínguez del Noroeste S.A. y organizada por sus trabajadores. En 1988 la fiesta fue declarada de Interés Turístico Nacional.
La tercera y última etapa comienza en 1991, cuando es el propio Ayuntamiento de Catoira es quien toma las riendas de la fiesta. Es el período de proyección internacional, originando el hermanamiento con la villa danesa de Frederikssund.
En 2002 la fiesta fue declarada de Interés Turístico Internacional.

## Hermandades de Catoira

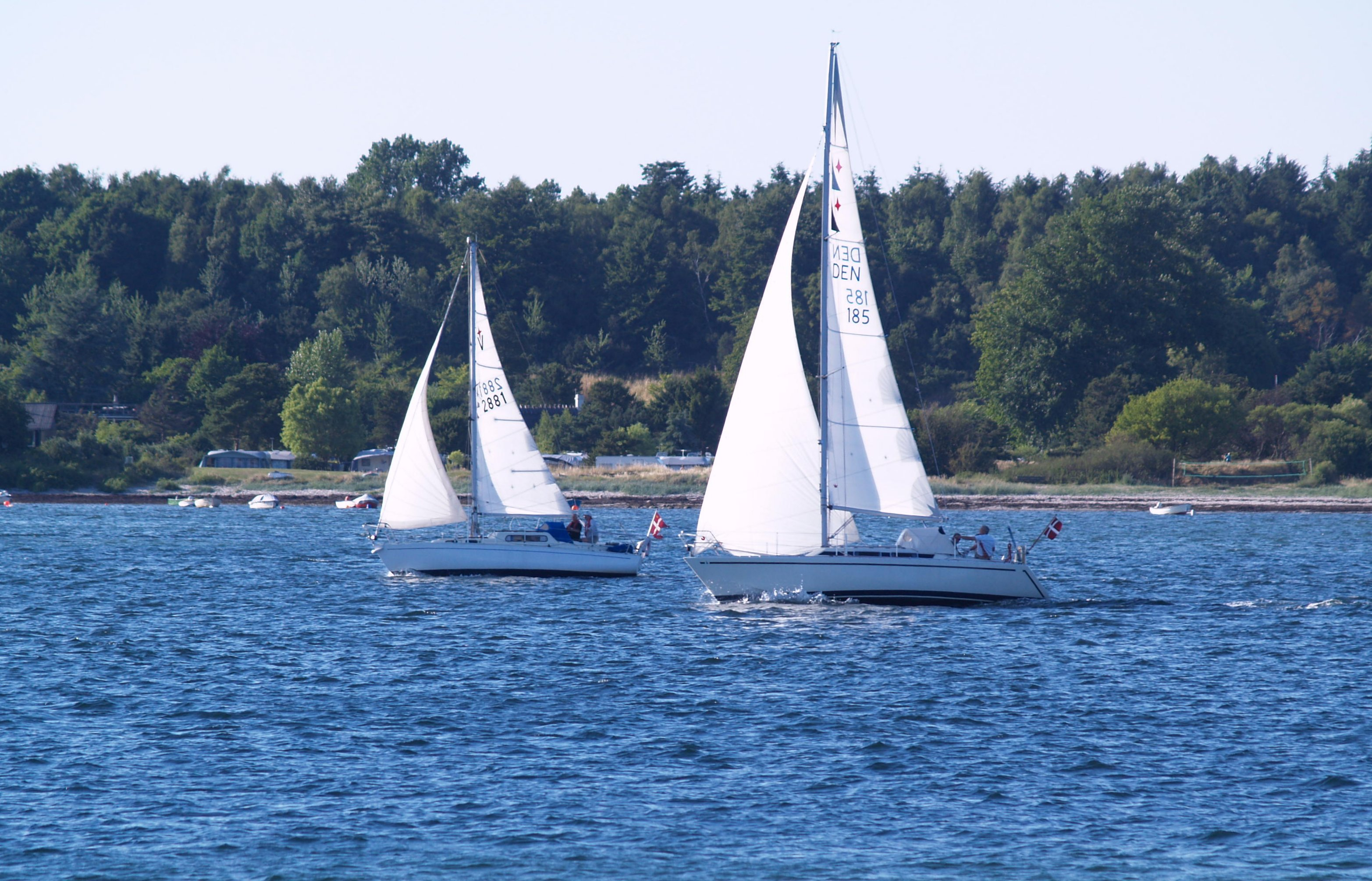
Veleros en la ría de Frederikssund (Dinamarca).

La romería es también importante para Galicia por el intercambio cultural sobre las invasiones normandas que se vinieron desarrollando en Catoira con su hermanamiento en 1993 con la villa danesa de Frederikssund y, un año más tarde, en 1994, con la villa británica de Watchet, las tres ligadas históricamente por el desembarco vikingo.

## Galería de imágenes

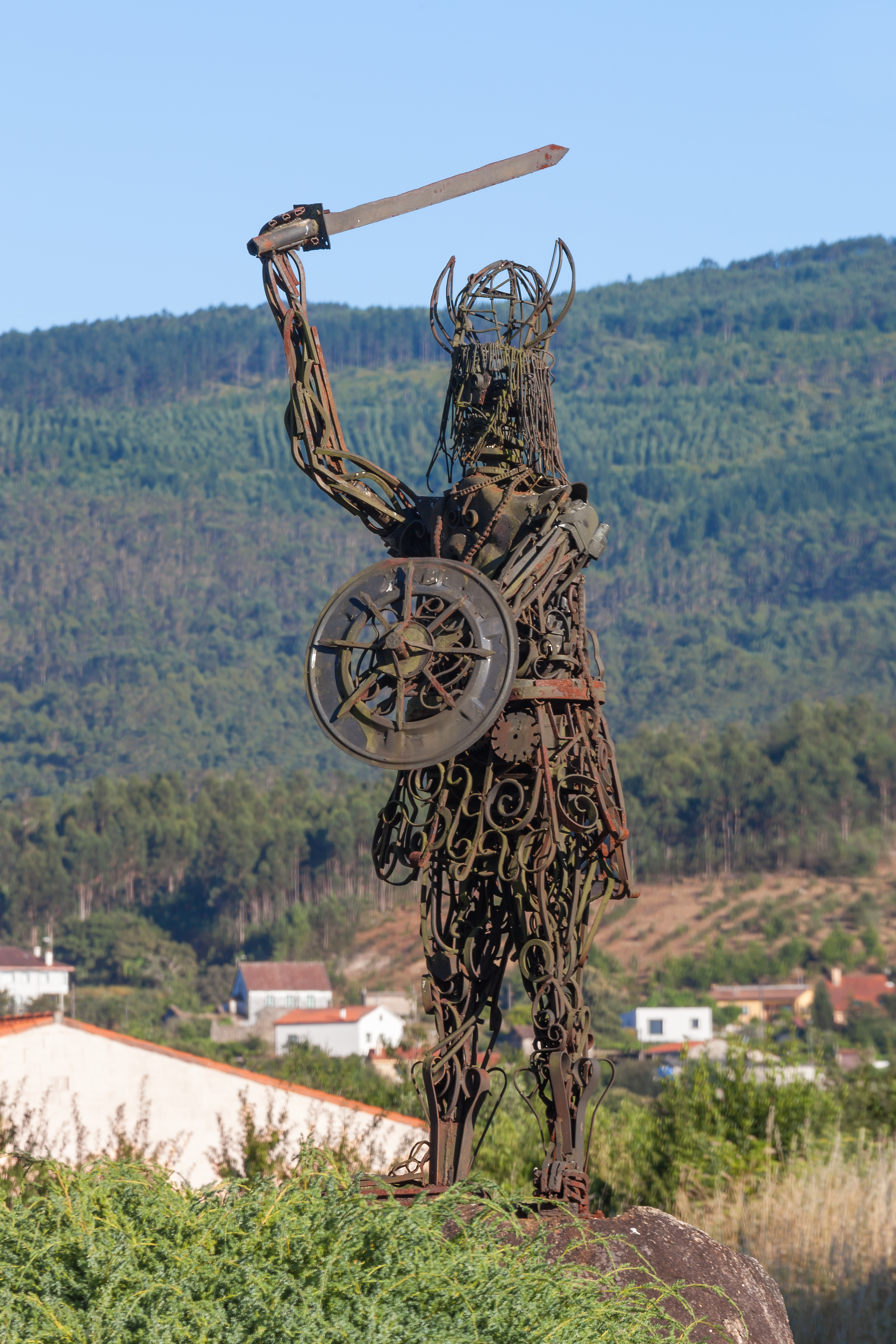
Escultura en una de las rotondas de la villa de Catoira que conmemora la arribada vikinga.
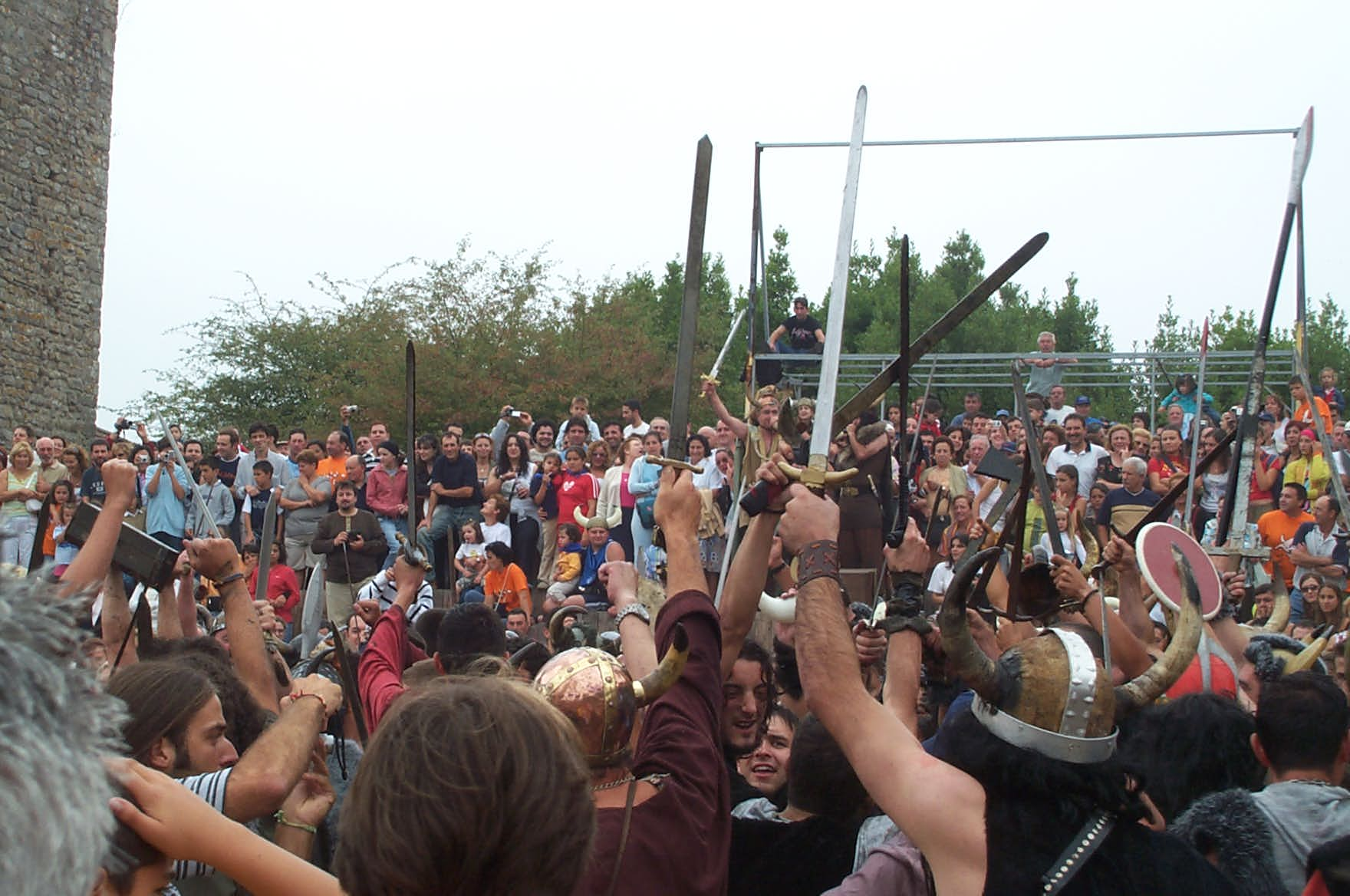
Vikingos en celebración de la victoria tras el desembarco.
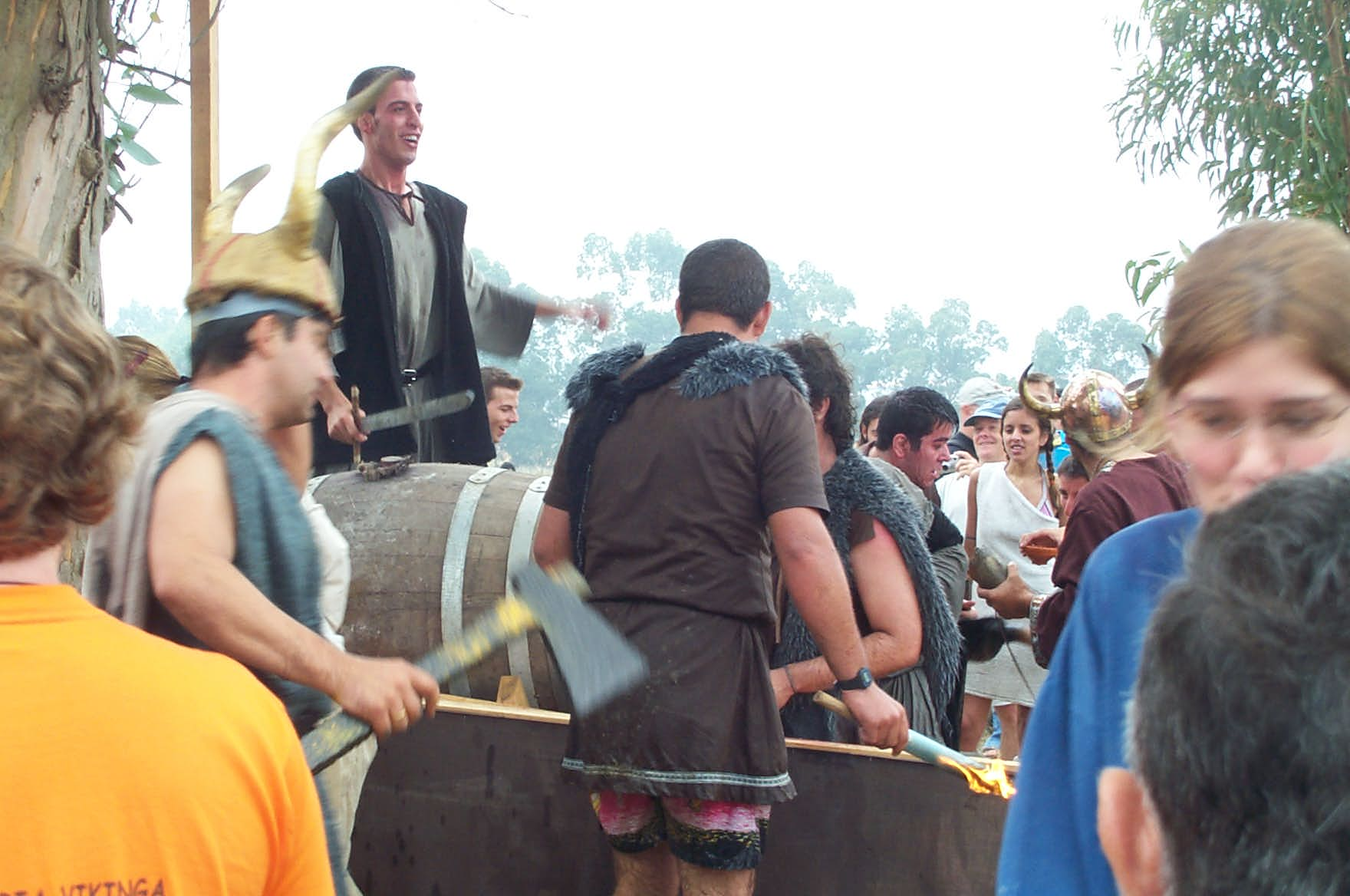
Bocois de vino en la fiesta de la romería vikinga de Catoira.
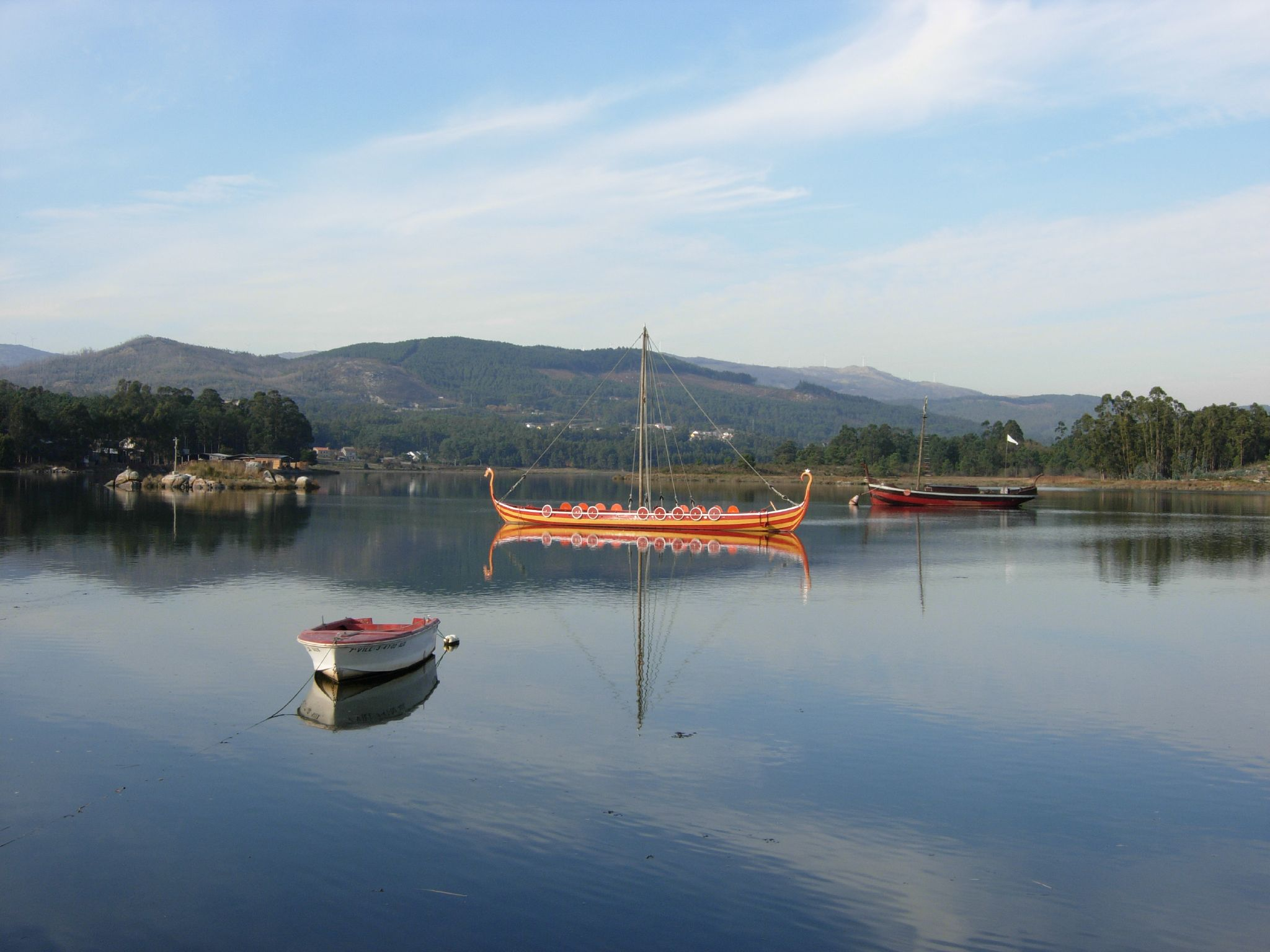
Réplica de un barco vikingo del siglo XI, en la ría.
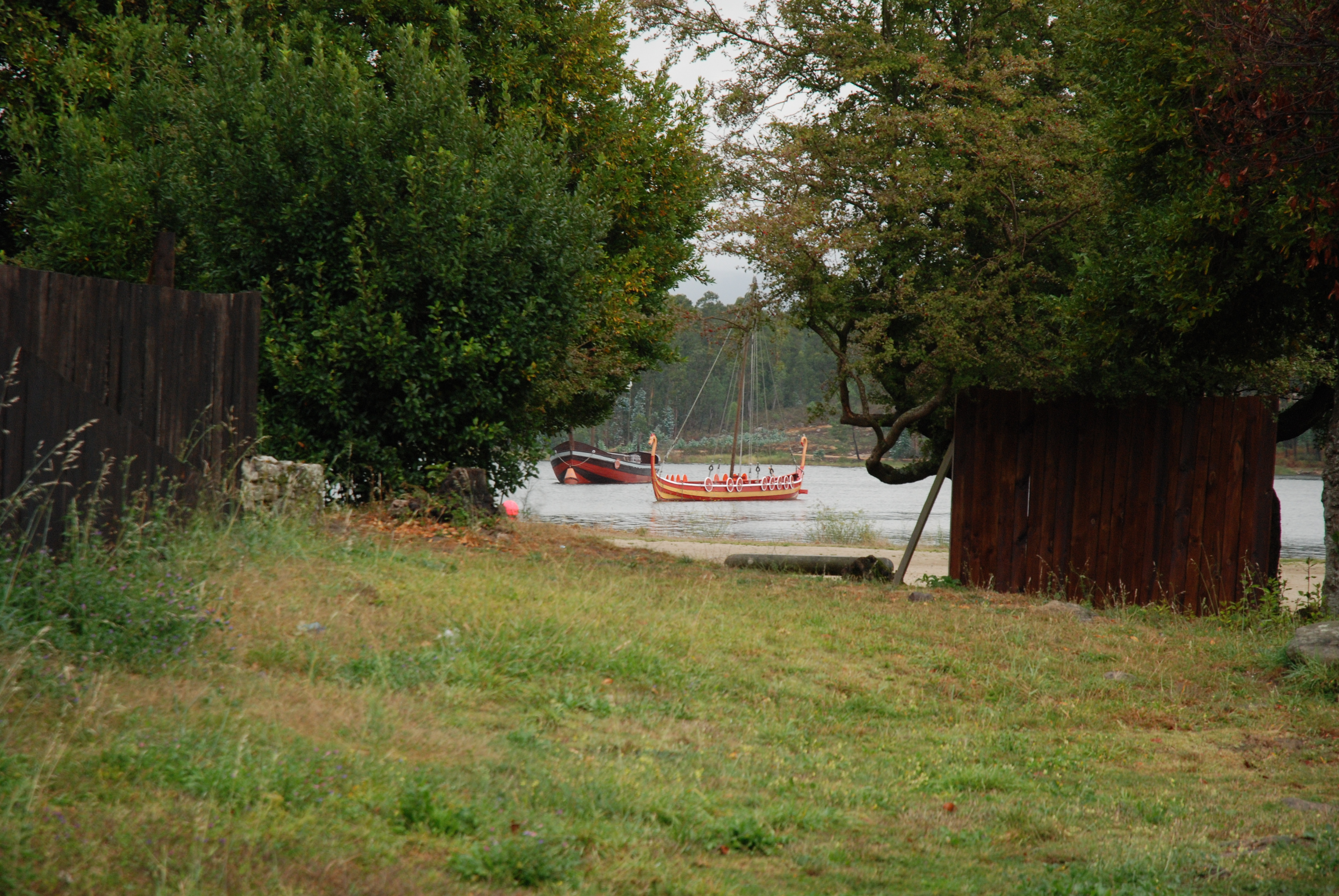
Drakar vikingo en la romería vikinga de Catoira.